# Ocupação jordaniana da Cisjordânia e Jerusalém Oriental
```
   |-
       |
Erro:
:  
valor não especificado para "
nome_comum
"
```

A administração jordaniana da Cisjordânia, também conhecida como ocupação jordaniana da Cisjordânia ou anexação da Cisjordânia pela Jordânia, refere-se ao período em que o Reino Hachemita da Jordânia anexou uma parte da Palestina histórica, que incluía a região da Cisjordânia do rio Jordão, incluindo Jerusalém Oriental. Isso ocorreu durante e após a primeira guerra árabe-israelense, que resultou do fim do Mandato Britânico da Palestina em 14 de maio de 1948 e da declaração de independência do Estado de Israel no dia seguinte. A administração jordaniana da Cisjordânia começou oficialmente em 24 de abril de 1950 e terminou com a decisão de romper os laços em 31 de julho de 1988.
Após a retirada das forças britânicas da Palestina no final do dia 14 de maio de 1948, várias forças árabes entraram na região para impedir o estabelecimento de um Estado judeu, conforme estipulado pela Resolução 181 da Assembleia Geral da ONU em 29 de novembro de 1947, que previa o estabelecimento de um estado árabe independente lá, ao lado de um estado judeu, principalmente a oeste. Essas forças estavam sob o comando do rei Abdullah I da Jordânia. O exército jordaniano conseguiu controlar a Cidade Velha de Jerusalém e as demais terras que mais tarde se tornaram conhecidas como a Cisjordânia. Essas terras situam-se a leste da Palestina histórica, abrangendo uma grande parte do rio Jordão e o Mar Morto, e incluem cidades como Jericó, Belém, Hebrom, Nablus, Ramala, entre outras.
Durante a Conferência de Jericó em dezembro de 1948, centenas de notáveis palestinos na Cisjordânia se reuniram, aceitaram o domínio jordaniano e reconheceram Abdullah como governante. A Cisjordânia foi formalmente anexada em 1950, mas a anexação foi amplamente considerada ilegal e inválida pela maioria da comunidade internacional. Um mês depois, a Liga Árabe, após receber garantias da Jordânia, decidiu tratar a área anexada como sendo mantida em confiança até que a questão da Palestina fosse resolvida. O Reino Unido, os Estados Unidos, o Iraque e possivelmente o Paquistão concederam reconhecimento à declaração de anexação da Jordânia, e não houve objeções quando a Jordânia foi admitida nas Nações Unidas em 1955.
Quando a Jordânia transferiu plenos direitos de cidadania aos residentes da Cisjordânia, a anexação mais do que duplicou a população da Jordânia, passando de 400.000 para 1.300.000. Os palestinos naturalizados desfrutaram de oportunidades iguais em todos os setores do estado, sem discriminação, e ocuparam metade dos assentos do parlamento jordaniano. Após a perda da Cisjordânia para Israel na Guerra dos Seis Dias em 1967, os palestinos lá permaneceram cidadãos jordanianos até que a Jordânia renunciou a suas reivindicações e cortou laços administrativos com o território em 1988.

## Antecedentes
- Israel, 15 de maio de 1948
- Atribuído pelo Plano de Partilha da ONU ao estado árabe, ocupado pelo Egito, fevereiro de 1949 / pela Jordânia, abril de 1949
- Atribuído pelo Plano de Partilha da ONU ao estado árabe, ocupado peor Israel, fevereiro/abril de 1949

Em 14 de maio de 1948, Israel declarou a criação do Estado de Israel com base no Plano de Partilha da ONU. A Legião Árabe da Jordânia, sob a liderança de Sir John Bagot Glubb, conhecido como Glubb Paşa foi dado ordens para entrar na Palestina, área árabe que a ONU designou segura e, em seguida entra em Jerusalém o corpus separatum, tal como definido pelo Plano de Partilha da ONU.
 "Uma característica fundamental dos planos árabes foi a marginalização total dos palestinos. ... Este acertadamente refletiu a realidade política: O derrotas militares de Abril e Maio tornaram insignificante. A Liga Árabe durante a primeira metade de 1948, havia sempre rejeitado apelos de Amin al-Husayni para estabelecer um governo no exílio. ... Sob forte pressão do Egito, que temia controle Hachemita completo sobre os palestinos, o Comité Político da Liga em meados de Setembro, autorizou a criação de um 'governo' palestino." (Benny Morris, Righteous Victims)
Em 22 de setembro de 1948, o Governo Toda-Palestina foi criado em Gaza capturada pelo Egito, e em 30 de setembro, o rival, Primeiro Congresso Palestino, que prontamente denunciou o "governo" de Gaza, foi convocado, em Amã.
Até o final da guerra, as forças da Jordânia tinham controle sobre a Cisjordânia e Jerusalém Oriental. Em 3 de abril de 1949, Israel e a Jordânia assinaram um acordo de armistício. Os principais pontos incluem:
- forças jordanianas permaneceram na maioria das posições que detinham na Cisjordânia, incluindo Jerusalém Oriental, e a Cidade Velha.
- a Jordânia retirou suas forças de seus postos de frente com vista para a planície de Sarom. Em troca, Israel concordou em permitir que as forças da Jordânia assumissem posições na Cisjordânia, ocupado anteriormente por forças iraquianas.
- uma Comissão Especial foi formada a fazer arranjos para a circulação segura do tráfego entre Jerusalém e o Monte Scopus campus da Universidade Hebraica, ao longo da estrada Latrun - Jerusalém, o livre acesso aos Lugares Santos, e outros assuntos.

O restante da área que havia sido designadas como árabes, sob o plano de partilha foi parcialmente ocupada pelo Egito (Faixa de Gaza), em parte ocupada e anexada por Israel (oeste de Negueve, Galileia Ocidental, Jafa). O enclave destinado internacional de Jerusalém foi dividido entre Israel e Jordânia, ambos acabaram anexando as suas porções.

## Ocupação e anexação jordaniana
Ao invés de tentar estabelecer um Estado palestino independente para seus súditos da Cisjordânia, a Jordânia anexou formalmente Jerusalém Oriental e a Cisjordânia em 24 de abril de 1950, dando a todos os residentes palestinos a cidadania automática da Jordânia. (Eles já tinham recebido o direito de reivindicar a cidadania jordaniana em dezembro de 1949.) Apenas o Reino Unido reconheceu formalmente a anexação da Cisjordânia, de facto, no caso de Jerusalém Oriental. O Paquistão é frequentemente afirmado ter reconhecido a anexação da Jordânia também, mas isso é duvidoso.

## Consequências

### Acesso a lugares sagrados
A tensão permanente entre a Jordânia e Israel através do início dos anos cinquenta, com guerrilheiros palestinos e soldados israelenses que atravessam a Linha Verde, apesar dos esforços do exército jordaniano para evitar as duas ocorrências.
Abdullah I da Jordânia, que se tornou emir da Transjordânia em 1921 e Rei em 1923, foi assassinado em 1951 durante uma visita à Mesquita de Al-Aqsa no Monte do Templo em Jerusalém Oriental por um atirador palestino após rumores de que ele estava a discutir um tratado de paz com Israel. Um estudo constatou que o assassinato havia sido planejado pelo coronel Abdullah Conte, ex-governador militar de Jerusalém, e o Dr. Abdullah Musa Husseini. Ele foi sucedido por seu neto, o rei Hussein da Jordânia, uma vez que ele atingiu a maioridade, em 1953, após o breve reinado de seu pai Talal.

### Guerra dos Seis Dias
As Forças de Defesa de Israel é completamente empurrada pelos exércitos da Jordânia e Iraque para fora da Cisjordânia e Jerusalém Oriental. As regiões anteriormente controladas pela Jordânia - Cisjordânia e Jerusalém Oriental, com sua população de um milhão de palestinos ficou sob ocupação militar israelense. Cerca de 300.000 refugiados palestinos fugiram para a Jordânia.

### Renúncia territorial

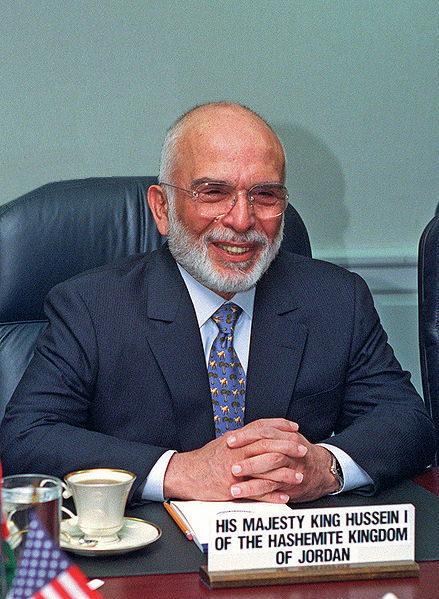
Rei Hussein da Jordânia

Em 31 de julho de 1988, a Jordânia cedeu os suas reivindicações sob a Cisjordânia - com exceção da tutela sobre os Lugares Santos muçulmanos de Jerusalém - para a Organização de Libertação da Palestina, como o "único representante legítimo do povo palestino." 
Os Acordos de Oslo de 1993 entre a OLP e Israel "abriram caminho para a Jordânia prosseguir em sua própria faixa de negociação com Israel." 
A Declaração de Washington  foi firmada um dia após que os Acordos de Oslo. "Em 25 de julho de 1994, o rei Hussein se reuniu com o primeiro-ministro israelense Rabin no Jardim das Rosas da Casa Branca, onde assinaram a Declaração de Washington, que termina formalmente o estado de 46 anos de guerra entre a Jordânia e Israel." 
Finalmente, em 26 de outubro de 1994, a Jordânia assinou o Tratado de paz Israel-Jordânia normalizando as relações entre os dois países e as disputas territoriais entre os dois.